# Kuru (ziekte)
Kuru is een prionziekte die ook wel trilziekte wordt genoemd. Deze ziekte is in 1959 ontdekt bij een Papoeastam, de Fore, op Nieuw-Guinea. De ontdekker van de oorzaak ervan, Carleton Gajdusek, kreeg in 1976 samen met Baruch Blumberg de Nobelprijs voor Fysiologie of Geneeskunde voor het ontdekken van een nieuw mechanisme voor het overbrengen van infectieziekten.
De verschijnselen van deze ziekte zijn: moeite met lopen als gevolg van ataxie en choreoathetose, trillende spieren (tremor), een verstoorde evenwichtszin, dementie op jonge leeftijd, onregelmatige lachbuien (dwanglachen) en incontinentie. De meeste mensen met kuru overlijden binnen 3 à 9 maanden.
Kuru werd een geheimzinnige ziekte genoemd, omdat alleen vrouwen en kinderen deze ziekte kregen. Later werd ontdekt dat de Papoea's een ritueel hadden waarbij zij overleden familieleden opaten. Alleen vrouwen en kinderen aten de hersenen, de bron van de ziekte. Kuru is daarmee de eerste en enige ziekte waarvan aannemelijk is dat zij vooral overgebracht wordt door menselijk kannibalisme.
Kuru is een overdraagbare ziekte die wordt veroorzaakt door prionen. De ziekte tast het centraal zenuwstelsel aan. Het is mogelijk dat de vatbaarheid voor kuru tevens een erfelijke component heeft.
De gekkekoeienziekte of BSE is een verwante ziekte bij koeien. De ziekte van Creutzfeldt-Jakob is een andere verwante ziekte, die bij mensen voorkomt.